# 8595 Dougallii
A 8595 Dougallii (ideiglenes jelöléssel 3233 T-1) a Naprendszer kisbolygóövében található aszteroida. Cornelis Johannes van Houten, Ingrid van Houten-Groeneveld és Tom Gehrels fedezte fel 1971. március 26-án.